# Paxville
Paxville is een plaats (town) in de Amerikaanse staat South Carolina, en valt bestuurlijk gezien onder Clarendon County.

## Demografie
Bij de volkstelling in 2000 werd het aantal inwoners vastgesteld op 248.
In 2006 is het aantal inwoners door het United States Census Bureau geschat op 249, een stijging van 1 (0,4%).

## Geografie
Volgens het United States Census Bureau beslaat de plaats een oppervlakte van
2,7 km², geheel bestaande uit land. Paxville ligt op ongeveer 56 m boven zeeniveau.

## Plaatsen in de nabije omgeving
De onderstaande figuur toont nabijgelegen plaatsen in een straal van 16 km rond Paxville.